# NGC 467
NGC 467 este o galaxie lenticulară situată în constelația Peștii. A fost descoperită în 8 octombrie 1785 de către William Herschel. De asemenea, a fost observată încă o dată de către John Herschel.